# Sander Christiansen
Sander Christiansen, né le 29 avril 2001 à Bergen en Norvège, est un footballeur norvégien qui évolue au poste de milieu central au Sarpsborg 08 FF.

## Biographie

### En club
Né à Bergen en Norvège, Sander Christiansen est formé par le club local du SK Brann avant de rejoindre en 2018 l'Allemagne pour poursuivre sa formation au Borussia Mönchengladbach.
Il fait ensuite son retour en Norvège en 2020. Sa progression est notamment freinée durant l'année 2022 avec plusieurs blessures.
Il joue son premier match en professionnel le 10 avril 2023, faisant par la même occasion sa première apparition en Eliteserien, la première division norvégienne, face au FK Bodø/Glimt. Il entre en jeu à la place de Joachim Soltvedt lors de cette rencontre perdue par son équipe par deux buts à zéro.

### En sélection
Sander Christiansen joue cinq matchs avec les moins de 18 ans, tous en 2019.